# ألبرت هاوس
ألبرت هاوس (بالإنجليزية: Albert House)‏ هو لاعب دوري الرغبي نيوزيلندي، ولد في 1890 في Buninyong ‏ في أستراليا، وتوفي في 29 مايو 1966.